# Juda Iškarijot
Juda Iškarijot, arhaično slovensko tudi Judež (v stari obliki Judaž), je bil tisti od apostolov, ki je Jezusa izdal. * ?, † 29-33(?), Jeruzalem.
Ime Judež je zelo pogosto, zato so nosilce tega imena razlikovali po vzdevkih (npr. Juda apostol). Juda Iškarijot se imenuje v hebrejščini hebrejsko יהודה איש־קריות (Yəhûḏāh ʾÎš-qəriyyôṯ, Juda iš-Kariyot) in v grščini grško Ιούδας Ισκάριωθ ali starogrško Ιούδας Ισκαριώτης. Ime Iškarijot je bilo morda povezano z Judom iz Keriota, glavnega mesta Moaba, ki je omenjen že v Stari zavezi (Jer 48,24, Am 2,2). Po tej razlagi je bil Juda edini izmed apostolov, ki je bil tujec, Moabec, medtem ko je preostalih enajst bilo Izraelcev. Druga možna razlaga povezuje vzdevek Iškarijot z latinsko besedo sicarius = vojščak z bodalom. Ta razlaga celo namiguje na možnost, da je Juda Iškarijot pravzaprav samo splošna označba »Jud z bodalom« ali bolj neposredno povedano: »Judovski ubijalec«.

## Izdajstvo Jezusa
Zgodba o Judovi izdaji je opisana v vseh štirih kanoničnih evangelijih. Duhovniki so že dlje časa iskali priložnosti, da bi prijeli Jezusa, saj so sklenili, da ga usmrtijo. Tudi Lazarja, ki ga je Jezus obudil, so hoteli ubiti, saj se je zaradi njega veliko Judov spreobrnilo k Jezusu. Za Jezusom so izdali celo tiralico (Jn 11,57). Juda je torej šel k velikemu duhovniku Jožefu Kajfi in ta se ga je zelo razveselil. Za plačilo mu je dal 30 srebrnikov, to je denarijev, ceno ocenjenega, ki so ga ocenili nekateri Izraelovi sinovi (Mt 27,9, glej tudi Zah 11,11-12). En srebrnik je bila navadna dnevna plača, torej jih je bilo 30 višina mesečne plače. To vrednost so določili glede na 2 Mz 21,32, kjer piše, da če vol pobije hlapca ali deklo, mora gospodar vola plačati gospodarju hlapca ali dekle 30 srebrnih šeklov. S tem so pokazali, kako vestno se držijo Mojzesove Postave, pa tudi, da so Jezusa obravnavali kot hlapca, ki bo ubit. Za primerjavo velikosti plačila navedimo še dogodek, ki se je zgodil šest dni pred pasho. Žena, ki ji je bilo ime Marija, je v Betaniji mazilila Jezusa z dragocenim oljem, na kar je Juda komentiral: »Zakaj tega olja ne bi prodali za tristo denarijev in té dali ubogim?« Janez Evangelist pristavi, da »tega pa ni rekel, ker bi skrbel za uboge, ampak ker je bil tat; imel je namreč denarnico in si je prilaščal, kar so dajali vanjo« (Jn 12,1-8). Tristo denarijev je torej desetmesečna plača oziroma, lahko bi rekli kar celoletna plača. Juda je bil torej pripravljen za olje, s katerim je bil Jezus maziljen, iztržiti desetkrat več kot za Jezusa samega. Še drugo primerjavo pa nam ponuja zgodba o pomnožitvi kruha pet tisočim možem. V njej Jezus Filipu zaupa svojo skrb zaradi lačne množice. Filip v stiski predlaga, da bi za dvesto denarijev kupili kruha, a to bi bilo dosti premalo za nahraniti takšno množico (Jn 6). Dvesto denarijev je bil torej celotni takratni 'proračun', s katerim so razpolagali Jezus in dvanajst apostolov. Naposled je Juda po prejemu tridesetih srebrnikov začel iskati priložnost, na kak način bi Jezusa izročil.
Po zadnji večerji je Jezus odšel z enajsterico molit na vrt Getsemani pod Oljsko goro. Juda pa je medtem šel iskat vojake in hlapce velikega duhovnika in jih pripeljal k Jezusu. Juda je Jezusa poljubil, saj je bil dogovorjen, da bo tako pokazal, koga naj aretirajo. Judje se načeloma niso poljubljali pri pozdravu, razen, če se že dolgo niso videli. So pa učenci poljubljali svoje učitelje v znak spoštovanja. Poljubljali so jim roko ali nogo ali stopalo. Juda pa je v ta poljub položil strup izdajstva. Zato je poljub postal znan kot Judežev poljub, kar je v številnih jezikih sinonim za zahrbtno izdajo. Jezus se aretaciji ni upiral in je tudi svoje učence pozval k mirnosti. Jezusa so potem odpeljali na zaslišanje h Kajfi, pozneje pa še k Herodu Antipi in k Ponciju Pilatu, ki je ukazal, da ga mučijo in jim ga dovolil usmrtiti s križanjem (Mt 26-27, Mr 14-15, Lk 22-23, Jn 18).

## Judova smrt in vprašanje pogubljenja
Evangelij po Mateju (Mt 27,3-10) poroča, da se je Juda po Jezusovi obsodbi pokesal in vrnil duhovnikom 30 srebrnikov, rekoč: »Grešil sem, ker sem izdal nedolžno kri.« Oni pa so rekli: »Kaj nam mar? Ti glej!« (v smislu Tvoja stvar, to se nas ne tiče)! Vrgel je srebrnike v tempelj, se umaknil in se šel obesit, pri čemer je padel z glavo navzdol, tako da se je razpočil in se mu je izsulo vse drobovje (Apd 1,18-19). Po izročilu se je obesil na drevo vrste Cercis Siliquastrum, ki se zdaj po njem imenuje Judeževo drevo. Tako je Juda umrl na veliki petek, na isti dan torej, kot Jezus.
Apostolski oče Papija iz Hierapolisa, škof iz 2. stoletja, ki je osebno poznal apostola Janeza, piše o Judu takole:
Apolinarijev(e besede): Treba je vedeti, da Juda ni umrl na zanki, ampak je preživel, saj so ga sneli, preden se je zadušil. Na to jasno kažejo Apostolska dela, (ko pravijo), da je »padel z glavo navzdol, tako da se je razpočil in se mu je izsulo vse drobovje« (Apd 1,18). Jasneje o tem poroča Papija, Janezov učenec, ki v četrti knjigi Razlage Gospodovih izrekov pravi takole: »Juda je na tem svetu hodil naokrog kot velik primer nestrahospoštovanja do Boga, saj se mu je meso toliko napihnilo, da niti tam, kjer je voz zlahka šel skozi, on ni mogel, in celo gmota njegove glave ne. Pravijo, da so trepalnice na njegovih očeh tako zatekle, da sploh ni videl luči, njegovih oči pa ni mogel videti niti zdravnik s posebnim instrumentom za gledanje, tako globoko so se odmaknile od zunanje površine. Njegov sramni del telesa je bil odvratnejši in večji od vsake gnusobe, skozenj pa se je po izločilih iz vsega telesa stekala sokrvca in črvi, njemu v sramoto. Ko je po mnogih mukah in kaznih umrl na svojem kraju, je ta kraj od smradu postal pust in nenaseljen vse do zdaj. Da, vse do danes ne more nihče iti mimo v bližini tistega kraja, ne da bi si z rokami zatisnil nos. Takšen iztok se je skozi njegovo meso razlezel po zemlji.«— Papija iz Hierapolisa, Fragment III.
Obstaja vprašanje, ali je Judo zaradi izdajstva, samomora, pohlepa po denarju in še drugih grehov doletelo večno pogubljenje. Rimskokatoliška cerkev se sicer za nobenega umrlega poimensko ni izjasnila, da se je po smrti znašel v peklu, čeprav pa nasprotno za mnoge trdi, da se nahajajo v nebesih. To so tisti, ki jih je razglasila za svetnike. Kljub vsemu pa Sveto pismo o Judu govori kot o »sinu pogubljenja«. Jezus pravi v svoji Velikoduhovniški molitvi, da je vse ljudi, ki mu jih je Oče dal od sveta, ohranil in nihče se ni pogubil, razen sin pogubljenja, da se izpolni Pismo (Jn 17,12). Jezus tudi pravi: »Gorje tistemu človeku, po katerem je Sin človekov izročen! Bolje bi bilo za tega človeka, da se ne bi rodil« (Mt 26,24). Pomen teh besed se nanaša ravno na večno trpljenje. Namreč, kadar človek od življenja nima nič drugega, kot eno samo trpljenje, takrat je za njega dejansko boljše, da sploh nikoli ne bi obstajal. To splošno pravilo velja za vsakogar, ki ga čaka večno pogubljenje, Jezus pa ga je nedvoumno obrnil prav na svojega izdajalca. Velja še omeniti, da po Svetem pismu Bog človeku greh odpusti, če se ga le kesa, kar naj bi storil tudi Juda, vendar pa po razlagi Franceta Rozmana Judovo kesanje ni bilo kesanje iz nadnaravnih nagibov, ampak zaradi pekoče vesti in posledic, ki jih je slutil. To je bilo naravno kesanje in tako se kesamo, kadar se bojimo kazni za storjeno dejanje in ne, ker smo z njim naredili greh.

## Nasledstvo na apostolskem mestu
Štirideset dni, od Jezusovega vstajenja do njegovega vnebohoda, so apostoli bili kot enajsterica. Po vnebohodu, ki se je zgodil na Oljski gori, so se vrnili v Jeruzalem, da izberejo naslednika Jude Iškarijota. Kandidat je moral biti živa priča Jezusovega delovanja, zato je moral biti vse od Jezusovega krsta učenec, ki je hodil za njim. Apostoli so predlagali dva: Jožefa Barsabo, z vzdevkom Just (Pravični), in Matijo. Nato so molili, naj Sveti duh izbere enega izmed njiju. Žreb je določil Matijo, ki ji tako postal dvanajsti apostol (Apd 1, 12-26).

## Evangelij po Judu Iškarijotu
Leta 1970 so v Egiptu odkrili papirus iz 2. stoletja. Ta papirus je postal znan kot Evangelij po Judu Iškarijotu, saj opisuje zgoraj navedene dogodke z Judovega zornega kota. Besedilo ima močan gnostični poudarek, zaradi česar spada med apokrife. V njem je Juda predstavljen kot Jezusov osvoboditelj, saj mu je pomagal znebiti se telesnih spon in postati resnično duhovni človek.